# Адмиралтейская площадь (Санкт-Петербург)
Адмиралте́йская пло́щадь — площадь в Санкт-Петербурге, существовавшая перед зданием Главного Адмиралтейства в 1822—1874 годах.
В 1872—1874 годах на большей части площади был разбит Александровский сад.

## Предыстория
5 ноября 1704 года в Санкт-Петербурге была заложена Адмиралтейская крепость-верфь. Согласно требованиям военного времени, Адмиралтейство окружили земляными валами и рвом. Перед ним простиралось обширное открытое пространство — гласис, необходимый для действий крепостной артиллерии в случае вражеского нападения с суши. Вскоре после основания Адмиралтейство утратило функцию боевой крепости и вместе с ней постепенно ушло в прошлое и фортификационное значение гласиса. Первое время его территорию использовали для складирования и хранения строительного корабельного леса, больших якорей и других адмиралтейских припасов. Примерно с 1712 по 1717 годы на части бывшего гласиса находился Морской рынок, а территория заросла травой и превратилась в Адмиралтейский луг.

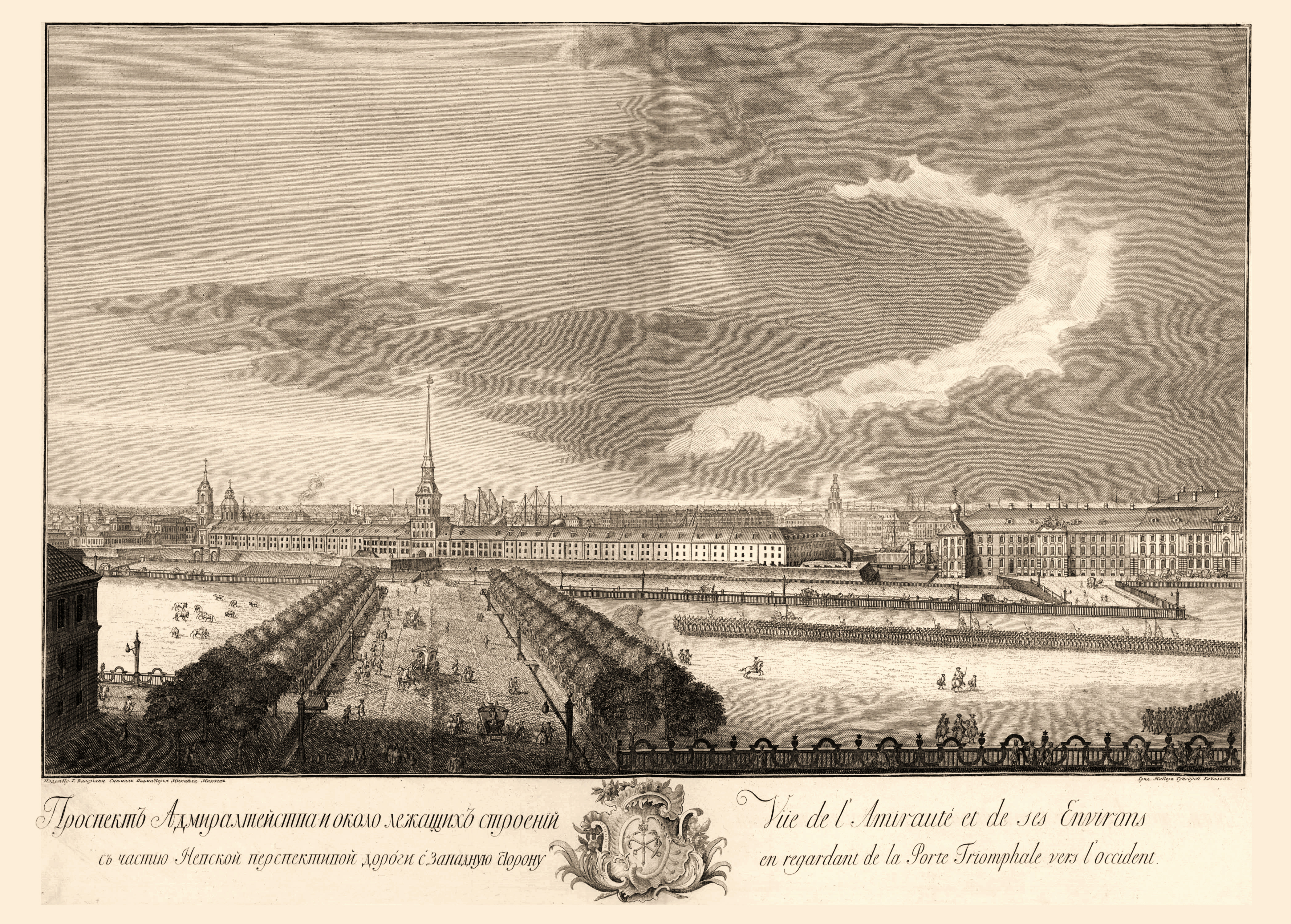
Проспект Адмиралтейства и около лежащих строений. 1753

В 1721 году по инициативе Петра I была заложена основная планировочная схема Санкт-Петербурга в виде трелучника, исходящего от Адмиралтейства. Два луча (нынешние Невский и Вознесенский проспекты) были спланированы при Петре I, а третий луч (современная Гороховая улица) появился в 1736—1737 годах. Лучи этих трёх магистралей разделили огромный Адмиралтейский луг на несколько частей. В 1721 году силами пленных шведов на лугу была высажена аллея из берёзовых деревьев, ведущая от главных ворот Адмиралтейства к Невскому проспекту.
Со времени царствования Анны Иоанновны в этом месте за казённый счёт устраивались празднества с фейерверками и народными гуляниями. На лугу на время торжеств по высочайшим указам возводили потешные павильоны, дворцы, устраивали винные фонтаны, жарили гигантские туши быков, которыми затем кормили народ. До 1760-х годов Адмиралтейский луг служил вспомогательной строительной площадкой императорского Зимнего дворца. В промежутках между перестройками дворца луг использовался для строевых учений воинских частей и выпаса придворного скота. До середины XVIII века луг получил элементы садового оформления: аллеи, палисады, трельяжные ограды. Выпас скота производился до 1750-х годов, когда началось мощение луга, завершившееся лишь в середине 1790-х годов.
20 апреля 1738 года южной части Адмиралтейского луга было присвоено название Адмиралтейская улица (включала также и современную улицу Якубовича). Параллельно существовали названия Адмиралтейская линия (так как проезд проходил вдоль Адмиралтейского канала), Большая улица, Большой проспект, Большая Адмиралтейская перспектива, Большой Адмиралтейский проспект.
При Екатерине II продолжились преобразования территории вокруг Адмиралтейства. В западной части луга началось строительство Исаакиевского собора по проекту архитектора А. Ринальди. Строительство третьего собора было завершено архитектором В. Бренной в 1802 году. В западной части бывшего адмиралтейского гласиса в 1782 году был установлен памятник Петру I (скульптор Э. М. Фальконе, архитектор Ю. М. Фельтен).
При Павле I фортификационные укрепления были приведены в порядок, увеличена высота вала, его покрыли дёрном.

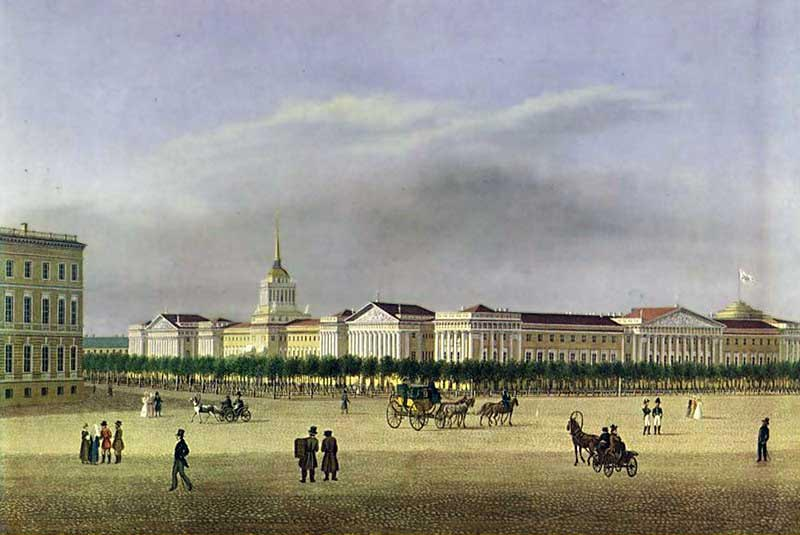
Адмиралтейский бульвар. 1810-е годы

В 1817 году земляной вал и канал вдоль Адмиралтейства были ликвидированы. К Адмиралтейскому лугу добавилось пространство, ранее занимаемое гласисом.
В 1819 году вдоль фасада Адмиралтейства был открыт Адмиралтейский бульвар. Автором проекта стал архитектор Л. Руска; за работы на проекте отвечал садовник У. Гульд. Были установлены скамейки, покрашенные в зелёный цвет, и 50 масляных фонарей на деревянных столбах. Доступ на бульвар был упорядочен и благоустроен: у входа были установлены вертушки-турникеты, рядом с которыми стояли трое часовых, а территория была огорожена деревянными перилами. Для гуляющих были открыты деревянные кофейный и чайные домики, отданные на содержание французам — Франсуа Вийо и Марселю. На аллеях были высажены сирень, калина, жимолость, большие рябины и молоденькие дубки. Каждое дерево имело подпорки, табличку с годом посадки и ежедневно поливалось. Цветы для украшения аллеи были привезены из Царскосельского сада.
В 1820 году бульвар передвинули ещё ближе к зданию Адмиралтейства, а кофейный домик был перенесён на Каменный остров.

## Площадь

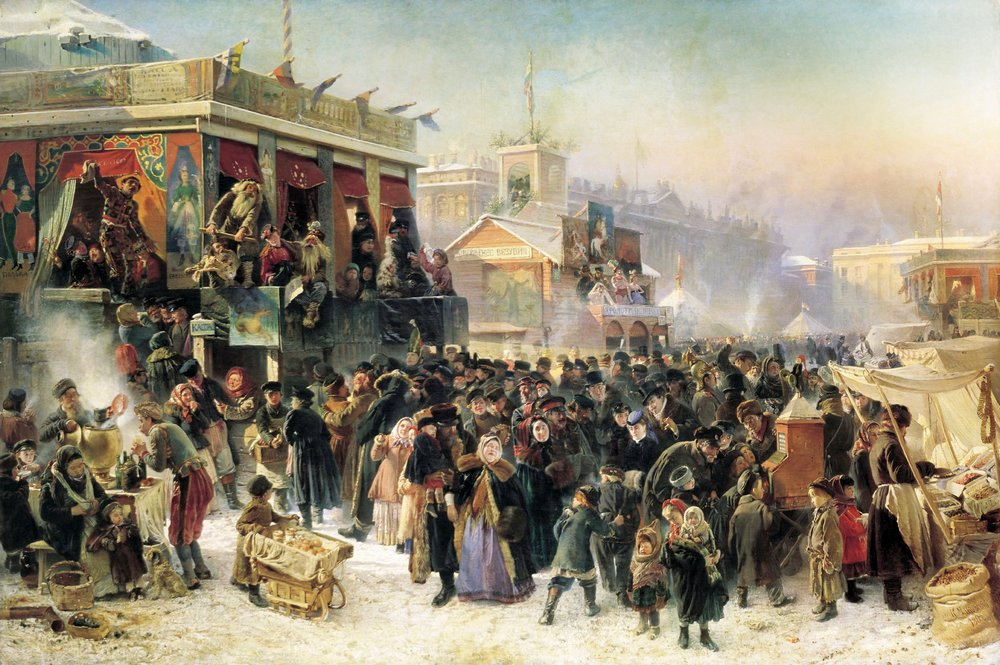
К. Е. Маковский. «Народное гулянье во время масленицы на Адмиралтейской площади», 1869.

В 1822 году на месте Адмиралтейского луга была устроена Адмиралтейская площадь, в состав которой была включена и Адмиралтейская улица.
В середине XIX века три площади в центре Петербурга — Адмиралтейская, Исаакиевская и Петровская образовали единый ансамбль.
В 1824 году восточная часть Адмиралтейского бульвара была продлена до гранитного спуска к Неве (Дворцовая пристань, построенная по проекту Карла Росси. В 1833 году по проекту архитектора Л. И. Шарлеманя строительство завершилось установкой мраморных скульптур «Геракл Фарнезский» и «Флора Фарнезская». Эти скульптуры являются копиями с античных скульптур, выполненными в конце XVIII века скульптором П. Трискорни. Они были перенесены в сад из Таврического дворца.
Площадь продолжала иметь значение как место проведения народных гуляний, устройства балаганов. В 1836 году во время масленичных гуляний в одном из таким балаганов произошёл пожар, унёсший жизни более 100 человек.

## Разбивка Александровского сада
К 200-летию Петра I городская дума приняла решение устроить на площади городской сад.
Идея создания сада принадлежала президенту Русского общества садоводства адмиралу С. А. Грейгу. Согласно легенде, на протяжении многих лет он наблюдал из окна своего кабинета на унылый вид Адмиралтейской площади и в конце концов предложил её озеленить.
Создание сада было поручено петербургскому ботанику Э. Л. Регелю. Работы по разбивке сада начались 3 июля 1872 года, а официальное открытие сада произошло 8 июля 1874 года.
Таким образом Адмиралтейская площадь прекратила свою существование, а из её южной части вновь был выделен Адмиралтейский проспект.